# Looping Star
Looping Star est un modèle de montagnes russes en métal développé par Anton Schwarzkopf.
En 1978, le premier modèle de ce type de montagnes russes est construit en Allemagne pour Oscar Bruch et Fritz Kinzler. L'attraction a été conçue avec une base au sol compacte et une ossature entièrement démontable pour être déplacée facilement à travers les différentes fêtes foraines. Plus tard, quelques parcs installèrent des versions fixes.
Actuellement, seules cinq montagnes russes fixe de ce type fonctionnent encore dans le monde (Attractiepark Slagharen, Lion Park Resort, 
Zoomarine Roma, Frontier City et Nagashima Spa Land).

## Galerie

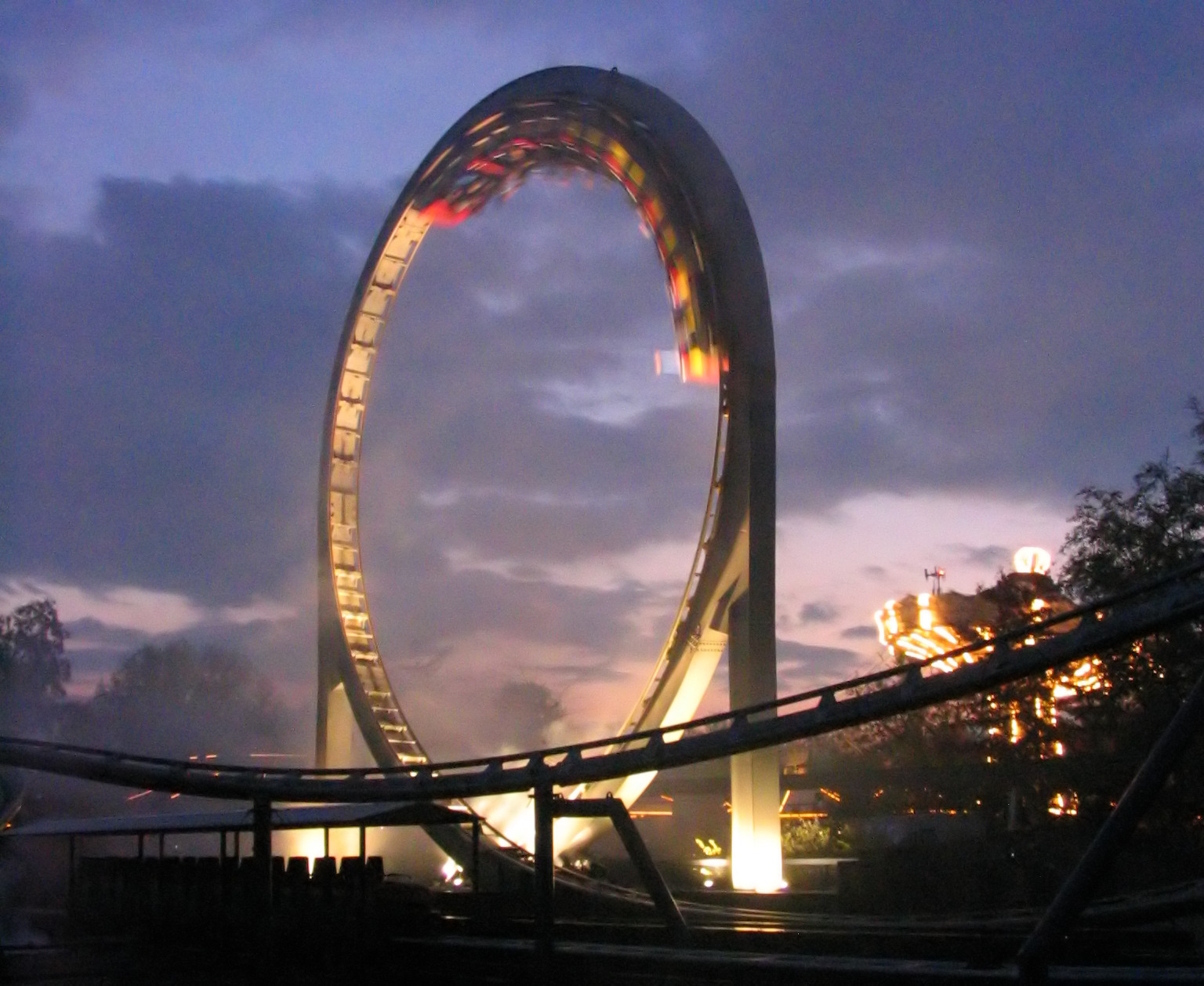
Ancien Looping Star de Bobbejaanland.
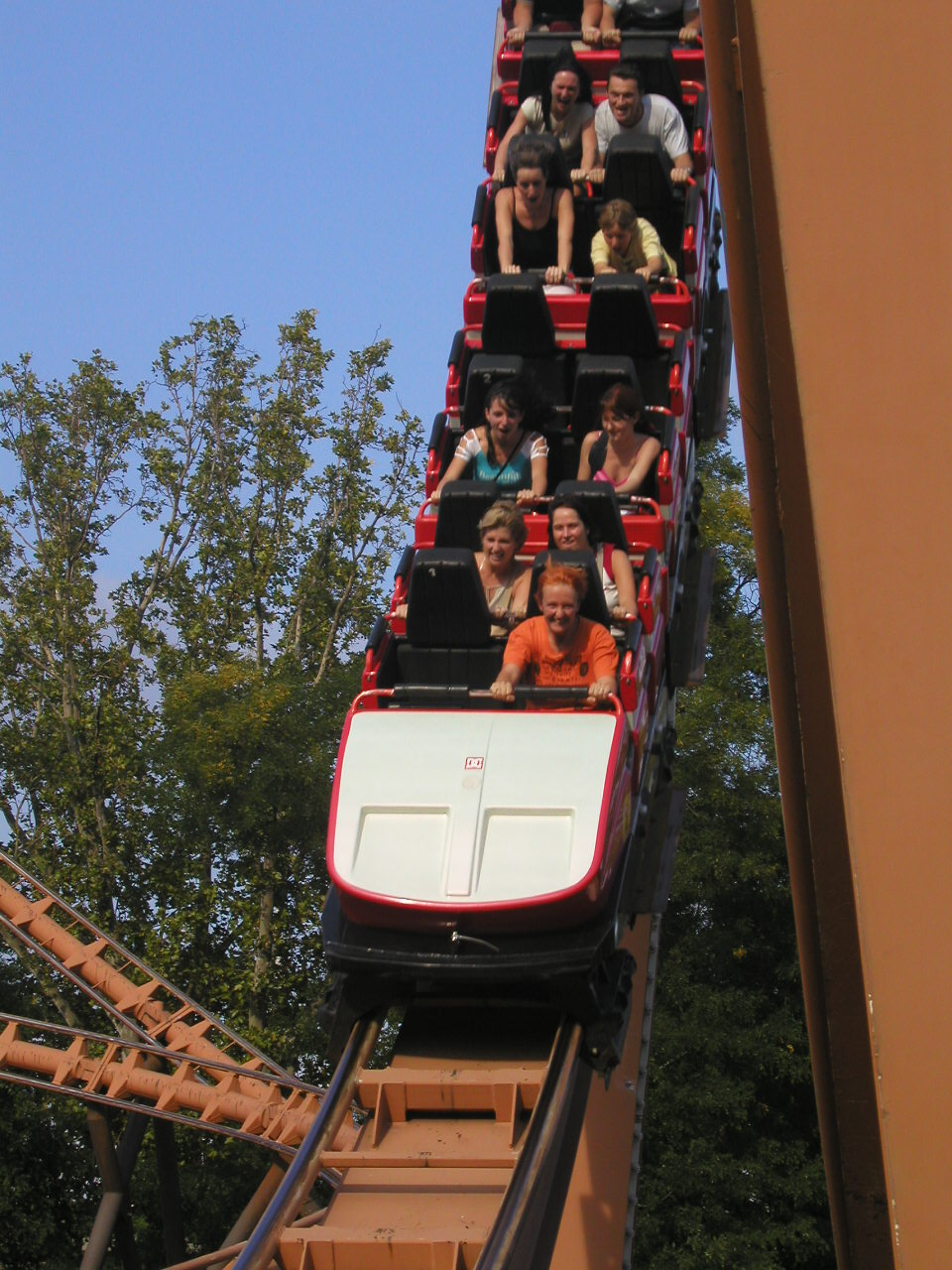
Sortie du looping vertical à Vidámpark.